# Чемпионат мира по футболу 2002 (отборочный турнир, УЕФА, группа 1)
Группа 1 отборочного турнира зоны УЕФА к чемпионату мира 2002 года состояла из шести команд: Фарерских островов, Люксембурга, России, Словении, Швейцарии и Югославии. Матчи в группе проходили со 2 сентября 2000 по 6 октября 2001 года.
Сборная России, пропустившая два минувших турнира с участием европейских сборных (чемпионат мира 1998 года и чемпионат Европы 2000 года), впервые с 1994 года вышла на чемпионат мира, выиграв группу и проиграв всего один матч. Участвовавшая в чемпионате Европы 2000 года сборная Словении прошла в стыковые матчи. Югославия, игравшая на чемпионате мира 1998 и чемпионате Европы 2000 года, не попала на турнир, утратив в 9-м туре теоретические шансы на первое место и в 10-м туре теоретические шансы на второе место. Швейцария сохраняла теоретические шансы на 2-е место до последнего тура, но, проиграв России, осталась только четвёртой, впрочем, и победа ей ничего бы не дала, поскольку словенцы и югославы свои матчи также выиграли.

## Результаты
| Итоговое положение | Итоговое положение | Итоговое положение | Итоговое положение | Итоговое положение | Итоговое положение | Итоговое положение | Итоговое положение | Итоговое положение | Итоговое положение |  |             |               |                          |                |                         |                  |  | Дома | Дома | Дома | Дома | Дома | Дома | Дома | В гостях | В гостях | В гостях | В гостях | В гостях | В гостях | В гостях |
| Место              | Команда            | И                  | В                  | Н                  | П                  | ГЗ                 | ГП                 | ГР                 | О                  |  | Флаг России | Флаг Словении | Флаг Сербии и Черногории | Флаг Швейцарии | Флаг Фарерских островов | Флаг Люксембурга |  | И    | В    | Н    | П    | ГЗ   | ГП   | О    | И        | В        | Н        | П        | ГЗ       | ГП       | О        |
| 1.                 | Россия             | 10                 | 7                  | 2                  | 1                  | 18                 | 5                  | +13                | 23                 |  | -           | 1:1           | 1:1                      | 4:0            | 1:0                     | 3:0              |  | 5    | 3    | 2    | 0    | 10   | 2    | 11   | 5        | 4        | 0        | 1        | 8        | 3        | 12       |
| 2.                 | Словения           | 10                 | 5                  | 5                  | 0                  | 17                 | 9                  | +8                 | 20                 |  | 2:1         | -             | 1:1                      | 2:2            | 3:0                     | 2:0              |  | 5    | 3    | 2    | 0    | 10   | 4    | 11   | 5        | 2        | 3        | 0        | 7        | 5        | 9        |
| 3.                 | Югославия          | 10                 | 5                  | 4                  | 1                  | 22                 | 8                  | +14                | 19                 |  | 0:1         | 1:1           | -                        | 1:1            | 2:0                     | 6:2              |  | 5    | 2    | 2    | 1    | 10   | 5    | 8    | 5        | 3        | 2        | 0        | 12       | 3        | 11       |
| 4.                 | Швейцария          | 10                 | 4                  | 2                  | 4                  | 18                 | 12                 | +6                 | 14                 |  | 0:1         | 0:1           | 1:2                      | -              | 5:1                     | 5:0              |  | 5    | 2    | 0    | 3    | 11   | 5    | 6    | 5        | 2        | 2        | 1        | 7        | 7        | 8        |
| 5.                 | Фарерские острова  | 10                 | 2                  | 1                  | 7                  | 6                  | 23                 | -17                | 7                  |  | 0:3         | 2:2           | 0:6                      | 0:1            | -                       | 1:0              |  | 5    | 1    | 1    | 3    | 3    | 12   | 4    | 5        | 1        | 0        | 4        | 3        | 11       | 3        |
| 6.                 | Люксембург         | 10                 | 0                  | 0                  | 10                 | 4                  | 28                 | -24                | 0                  |  | 1:2         | 1:2           | 0:2                      | 0:3            | 0:2                     | -                |  | 5    | 0    | 0    | 5    | 2    | 11   | 0    | 5        | 0        | 0        | 5        | 2        | 17       | 0        |

## Матчи
| Швейцария | 0 : 1 | Россия                  |
| --------- | ----- | ----------------------- |
|           |       | Владимир Бесчастных 74′ |

| Фарерские острова                 | 2 : 2 | Словения                           |
| --------------------------------- | ----- | ---------------------------------- |
| Уни Арге 90′ · Эссур Хансен 90+3′ |       | Сашо Удович 25′ · Милан Остерц 85′ |

| Люксембург | 0 : 2 | Югославия                                 |
| ---------- | ----- | ----------------------------------------- |
|            |       | Саво Милошевич 4′ · Славиша Йоканович 26′ |

| Люксембург        | 1 : 2 | Словения                                  |
| ----------------- | ----- | ----------------------------------------- |
| Жефф Штрассер 46′ |       | Златко Захович 35′ · Желько Милинович 37′ |

| Швейцария                                                                                        | 5 : 1 | Фарерские острова На 45-й минуте удален Й.-К Хансен |
| ------------------------------------------------------------------------------------------------ | ----- | --------------------------------------------------- |
| Марко Цвиссиг 26′ · Себастьен Фурнье 35′ · Кубилай Тюркильмаз 42′ (пен.), 44′ (пен.), 53′ (пен.) |       | Йон Петерсен 4′                                     |

| Россия                                                      | 3 : 0 | Люксембург |
| ----------------------------------------------------------- | ----- | ---------- |
| Максим Бузникин 19′ · Дмитрий Хохлов 57′ · Егор Титов 90+2′ |       |            |

| Словения                               | 2 : 2 | Швейцария                   |
| -------------------------------------- | ----- | --------------------------- |
| Эрмин Шиляк 44′ · Миленко Ачимович 79′ |       | Кубилай Тюркильмаз 18′, 66′ |

| Россия            | 1 : 1 | Словения             |
| ----------------- | ----- | -------------------- |
| Дмитрий Хохлов 7′ |       | Александер Кнавс 21′ |

| Югославия             | 1 : 1 | Швейцария          |
| --------------------- | ----- | ------------------ |
| Синиша Михайлович 68′ |       | Стефан Шапюиза 84′ |

| Люксембург | 0 : 2 | Фарерские острова                             |
| ---------- | ----- | --------------------------------------------- |
|            |       | Кристиан Хёгни Якобсен 78′ · Курт Мёркере 82′ |

| Россия                 | 1 : 0 | Фарерские острова |
| ---------------------- | ----- | ----------------- |
| Александр Мостовой 18′ |       |                   |

| Словения             | 1 : 1 | Югославия          |
| -------------------- | ----- | ------------------ |
| Златко Захович 90+4′ |       | Саво Милошевич 33′ |

| Швейцария                                                           | 5:0   | Люксембург |
| ------------------------------------------------------------------- | ----- | ---------- |
| Александр Фрай 9′, 31′, 90′ · Йохан Лонфат 64′ · Стефан Шапюиза 72′ | Отчёт |            |

| Югославия | 0:1   | Россия                  |
| --------- | ----- | ----------------------- |
|           | Отчёт | Владимир Бесчастных 72′ |

| Россия          | 1:1   | Югославия            |
| --------------- | ----- | -------------------- |
| Юрий Ковтун 25′ | Отчёт | Предраг Миятович 32′ |

| Словения                       | 2:0   | Люксембург |
| ------------------------------ | ----- | ---------- |
| Златко Захович 34′, 65′ (пен.) | Отчёт |            |

| Фарерские острова | 0:1   | Швейцария          |
| ----------------- | ----- | ------------------ |
|                   | Отчёт | Александр Фрай 81′ |

| Люксембург       | 1:2   | Россия                                  |
| ---------------- | ----- | --------------------------------------- |
| Саша Шнайдер 49′ | Отчёт | Дмитрий Аленичев 16′ · Сергей Семак 76′ |

| Швейцария | 0:1   | Словения                |
| --------- | ----- | ----------------------- |
|           | Отчёт | Себастьян Цимиротич 82′ |

| Фарерские острова | 0:6   | Югославия                                                                 |
| ----------------- | ----- | ------------------------------------------------------------------------- |
|                   | Отчёт | Деян Станкович 16′, 49′ · Матея Кежман 24′, 82′, 89′ · Саво Милошевич 63′ |

| Югославия                                   | 2:0   | Фарерские острова |
| ------------------------------------------- | ----- | ----------------- |
| Синиша Михайлович 23′ · Мирослав Джукич 85′ | Отчёт |                   |

| Словения                                       | 2:1   | Россия         |
| ---------------------------------------------- | ----- | -------------- |
| Милан Остерц 62′ · Миленко Ачимович 90′ (пен.) | Отчёт | Егор Титов 72′ |

| Швейцария      | 1:2   | Югославия                               |
| -------------- | ----- | --------------------------------------- |
| Хакан Якин 21′ | Отчёт | Саво Милошевич 35′ · Младен Крстаич 73′ |

| Фарерские острова        | 1:0   | Люксембург |
| ------------------------ | ----- | ---------- |
| Йенс Кристиан Хансен 84′ | Отчёт |            |

| Фарерские острова | 0:3   | Россия                                             |
| ----------------- | ----- | -------------------------------------------------- |
|                   | Отчёт | Владимир Бесчастных 19′, 29′ · Александр Ширко 88′ |

| Югославия              | 1:1   | Словения             |
| ---------------------- | ----- | -------------------- |
| Предраг Джорджевич 51′ | Отчёт | Желько Милинович 10′ |

| Люксембург | 0:3   | Швейцария                                        |
| ---------- | ----- | ------------------------------------------------ |
|            | Отчёт | Александр Фрай 12′ · Кубилай Тюркильмаз 58′, 84′ |

| Россия                                                    | 4:0   | Швейцария |
| --------------------------------------------------------- | ----- | --------- |
| Владимир Бесчастных 14′ (пен.), 19′, 38′ · Егор Титов 83′ | Отчёт |           |

| Словения                              | 3:0   | Фарерские острова |
| ------------------------------------- | ----- | ----------------- |
| Настя Чех 13′, 30′ · Сенад Тигань 82′ | Отчёт |                   |

| Югославия                                                                                      | 6:2   | Люксембург                            |
| ---------------------------------------------------------------------------------------------- | ----- | ------------------------------------- |
| Славиша Йоканович 19′ · Предраг Миятович 57′ · Матея Кежман 61′, 71′ · Саво Милошевич 62′, 68′ | Отчёт | Рене Петерс 38′ · Марсель Кристоф 51′ |

## Бомбардиры
7 голов
- Владимир Бесчастных
- Кубилай Тюркильмаз

6 голов
- Саво Милошевич

5 голов
- Александр Фрай
- Матея Кежман

4 гола
- Златко Захович

3 гола
- Егор Титов

2 гола
- Дмитрий Хохлов
- Миленко Ачимович
- Настя Чех
- Желько Милинович
- Милан Остерц
- Стефан Шапюиза
- Славиша Йоканович
- Синиша Михайлович
- Предраг Миятович
- Деян Станкович

1 гол
- Марсель Кристоф
- Рене Петерс
- Саша Шнайдер
- Жефф Штрассер
- Дмитрий Аленичев
- Максим Бузникин
- Юрий Ковтун
- Александр Мостовой
- Сергей Семак
- Александр Ширко
- Себастьян Цимиротич
- Александер Кнавс
- Эрмин Шиляк
- Сенад Тигань
- Сашо Удович
- Уни Арге
- Йенс Кристиан Хансен
- Эссур Хансен
- Кристиан Хёгни Якобсен
- Курт Мёркере
- Йон Петерсен
- Себастьен Фурнье
- Йохан Лонфат
- Хакан Якин
- Марко Цвиссиг
- Предраг Джорджевич
- Мирослав Джукич
- Младен Крстаич

## Скандалы и инциденты
- Гостевой матч в Цюрихе между Россией и Швейцарией 2 сентября 2000 года транслировался на стадионе «Динамо», однако во время трансляции на стадионе в Петровском парке начались массовые беспорядки, спровоцированные группой ультрас. На 9-й минуте матча на верхнем секторе началась драка, в ходе которой фанаты швырялись кусками пластиковых кресел и избивали журналистов, пока не вмешался ОМОН. Пострадали 13 человек, из них четверо были отправлены в больницу с закрытыми черепно-мозговыми травмами (среди них девушка, получившая ранение шеи из-за попадания куска пластмассы, и сотрудник ОМОН лейтенант Тарасов). По сообщению одного из болельщиков, драку завязали фанаты ЦСКА[1].
- Матч сборных Югославии и России в Белграде должен был состояться 7 октября 2000 года, но из-за политической нестабильности его перенесли на 25 апреля 2001 года[2].
- Обозреватель газеты «Известия» Игорь Порошин после московского матча с Югославией, завершившегося вничью 1:1, утверждал, что игра носила договорной характер, поскольку ни одна из команд якобы не стремилась к победе[3]. Обе команды на пресс-конференции опровергли подобные заявления, а игроки сборной России, возмущённые позицией Порошина, и вовсе объявили бойкот СМИ до сентября[4].
- В один день с гостевой игрой против Люксембурга, когда Россия обыграла с большим трудом хозяев 2:1, молодёжная сборная установила личный рекорд, забив сверстникам из Люксембурга 10 безответных мячей[5].
- 1 сентября 2001 года в матче Словении и России (поражение России 1:2) в Любляне английский судья Грэм Полл в концовке встречи назначил пенальти в ворота России из-за фола, которой невозможно было чётко разглядеть даже на видеозаписях — спустя 8 лет Полл признался, что таким образом ошибочно истолковал борьбу Вячеслава Даева против Милана Остерца как нарушение правил[6]. Решение вызвало всероссийский скандал: по словам российского тренерского штаба, в перерыве Сречко Катанец даже проследовал в судейскую комнату[7][8]. Некоторые из чиновников РФС связывали этот поступок с решением переиграть матч Лиги чемпионов УЕФА между московским «Локомотивом» и австрийским «Тиролем»[7] после протеста австрийских футболистов на действия судьи Марио ван дер Энде, показавшего жёлтую карточку не тому игроку московского «Локомотива» и не удалившего Руслана Пименова[9][10].